# 슬림 서머빌

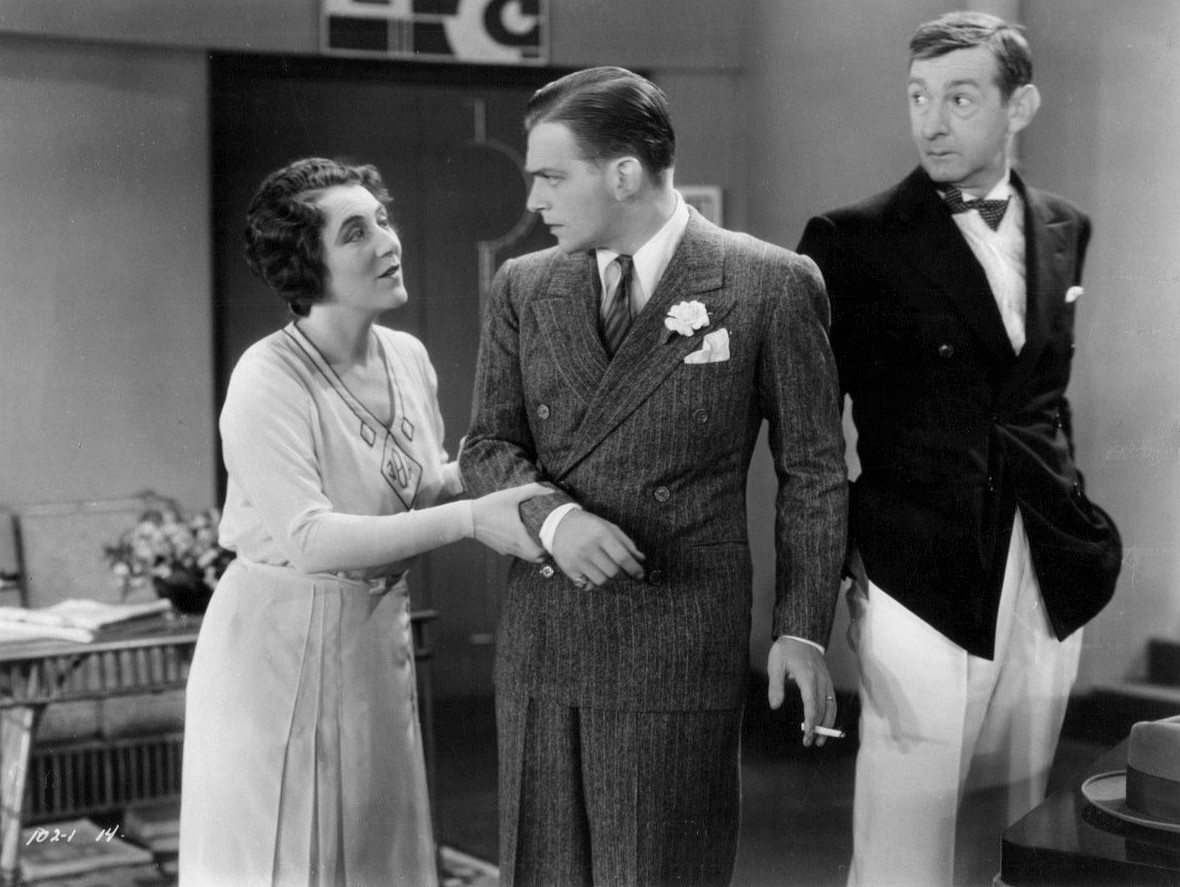

슬림 서머빌(Slim Summerville, 1892년 7월 10일 ~ 1946년 1월 5일)은 미국의 배우, 영화 감독, 영화배우이다.
앨버커키에서 태어났으며 러구나비치에서 사망하였다. 사인은 뇌졸중이다.

## 영화
- 토바코 로드 (1941년)
- 무법자 제시 제임스 (1939년)
- 서브마린 패트롤 (1938년)
- 써니브룩 농장의 레베카 (1938년)
- 캡틴 재뉴어리 (1936년)
- 웨이 다운 이스트 (1935년)
- 첫 항해 (1933년)
- 특종 기사 (1931년)
- 킹 오브 재즈 (1930년)
- 서부 전선 이상 없다 (1930년)
- 마지막 위험 (1929년)
- 중국 앵무새 (1927년)
- 히스 버스티트 트러스트 (1916년)
- 온리 어 파머스 도터 (1915년)
- 도즈 칼리지 걸스 (1915년)
- 데어 파탈 범핑 (1914년)
- 마벨의 바쁜 날 (1914년)
- 웃음 가스 (1914년)
- 사랑의 아픔 (1914년)
- 더그 앤 다이너마이트 (1914년)